# Peißnitzinsel

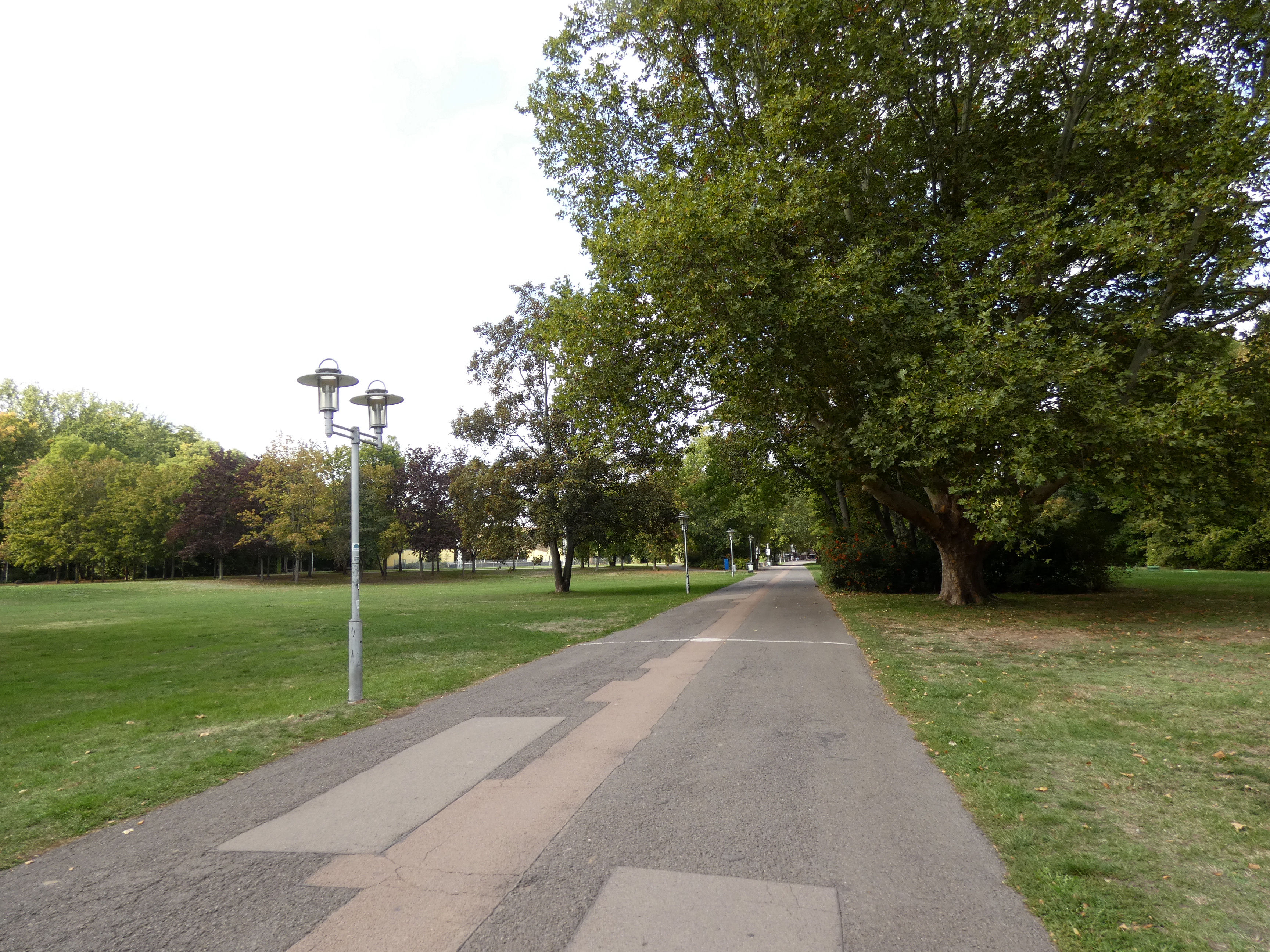
Hauptweg auf der Peißnitzinsel

Die Peißnitzinsel ist eine Binneninsel bzw. Flussinsel der Saale in Halle (Saale). Ihr Name leitet sich wohl von dem slawischen pusteniza (= Einöde, Wildnis) ab. Vermutet wird eine sorbische Besiedlung im 7. oder 8. Jahrhundert, die auch für den Namen des heutigen Gutes Gimritz auf der Insel (Gumnitze = Scheunenort) grundlegend gewesen sein könnte.

## Geographie
Die Peißnitzinsel wird von der schiffbaren Saale (oder auch Stromsaale) und der Wilden Saale, einem breiten Seitenarm, umflossen. Ihre Nord-Süd-Ausdehnung beträgt rund 2,5 km.

## Nutzungsgeschichte
Die etwa in ihrer Mitte befindliche Porphyrkuppe trug vermutlich einstmals eine slawische Wehranlage. Im Mittelalter gehörte die Insel zum Eigentum des Klosters Neuwerk. Mit der Reformation gelangte sie zusammen mit dem Gut Gimritz 1540 in den Besitz der Stadt Halle und wurde zunächst landwirtschaftlich genutzt.
1821 wurde die Peißnitz an den Amtmann Ludwig Barthels veräußert, der dem südlichen Teil des Geländes eine parkartige Gestaltung verlieh und an der Stelle des heutigen Peißnitzhauses einen sog. Jagdhof errichten ließ.
Die Stadt Halle kaufte die Insel im Jahr 1888 mit dem Ziel der Errichtung eines Naherholungsgebietes zurück. Sie ließ 1893 das (heutige) Peißnitzhaus als Ausflugsgaststätte errichten. 1899 wurde die Peißnitzbrücke errichtet. Ab 1900 war die Insel allein der Nutzung als Erholungsgebiet für die Bevölkerung der Industriestadt gewidmet.
Ab 1947 wurde der südliche Teil und die Mitte der Peißnitz zur Errichtung eines Kulturparks an die sowjetische Militäradministration verpachtet. Das Gelände wurde eingezäunt und durfte nur von sowjetischen Militärangehörigen betreten werden. Neben Karussells und diversen Springbrunnen waren auch mindestens zwei Bühnen und ein Pavilloncafé auf der Nordspitze Bestandteil des Parks.
Mit dem Ende dieser Nutzung war die Insel wieder allen zugänglich und bewahrte ihren Charakter als zentrumsnahes Erholungsgebiet mit Freizeit- und Kulturangeboten.

### Das Gut Gimritz

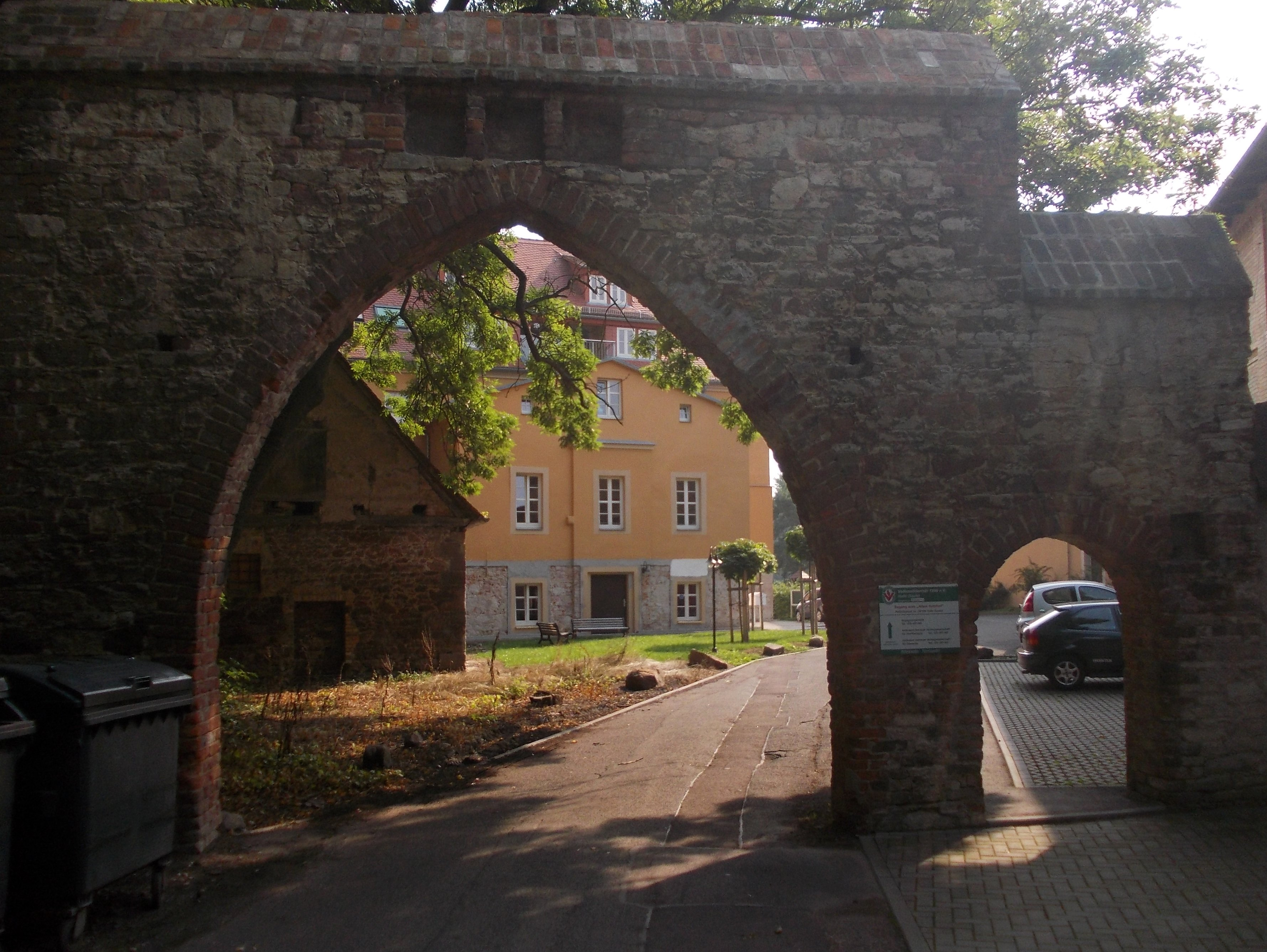
Tor zum Gut Gimritz

Das Gut Gimritz im südlichen Teil der Insel, seit 1540 im Besitz der Stadt Halle, gehörte wie diese zum Saalkreis des Erzstifts Magdeburg. 1680 kam das Erzstift als Herzogtum Magdeburg unter brandenburg-preußische Herrschaft. Bezüglich der Gerichtsbarkeit war das hallische Magistratsvorwerk Gimritz geteilt. Die Untergerichte der ganzen Peißnitzinsel unterstanden dem Vorwerk, die Obergerichtsbarkeit lag beim Amt Giebichenstein.
Nach der Neuordnung des preußischen Staatsgebiets gehörte der Gutsbezirk Gimritz seit 1816 zum Saalkreis im Regierungsbezirk Merseburg der preußischen Provinz Sachsen. Im Jahr 1900 wurde er in das Stadtgebiet von Halle eingegliedert.
Das Areal des Gutes wurde nach 2001 zu einer exklusiven Wohnanlage umgestaltet. Auf dem ehemaligen Gutsgelände befinden sich ebenfalls ein Kindergarten und das Altenpflegeheim „Haus am Mühlenhof“.

## Natur- und Landschaftsschutz

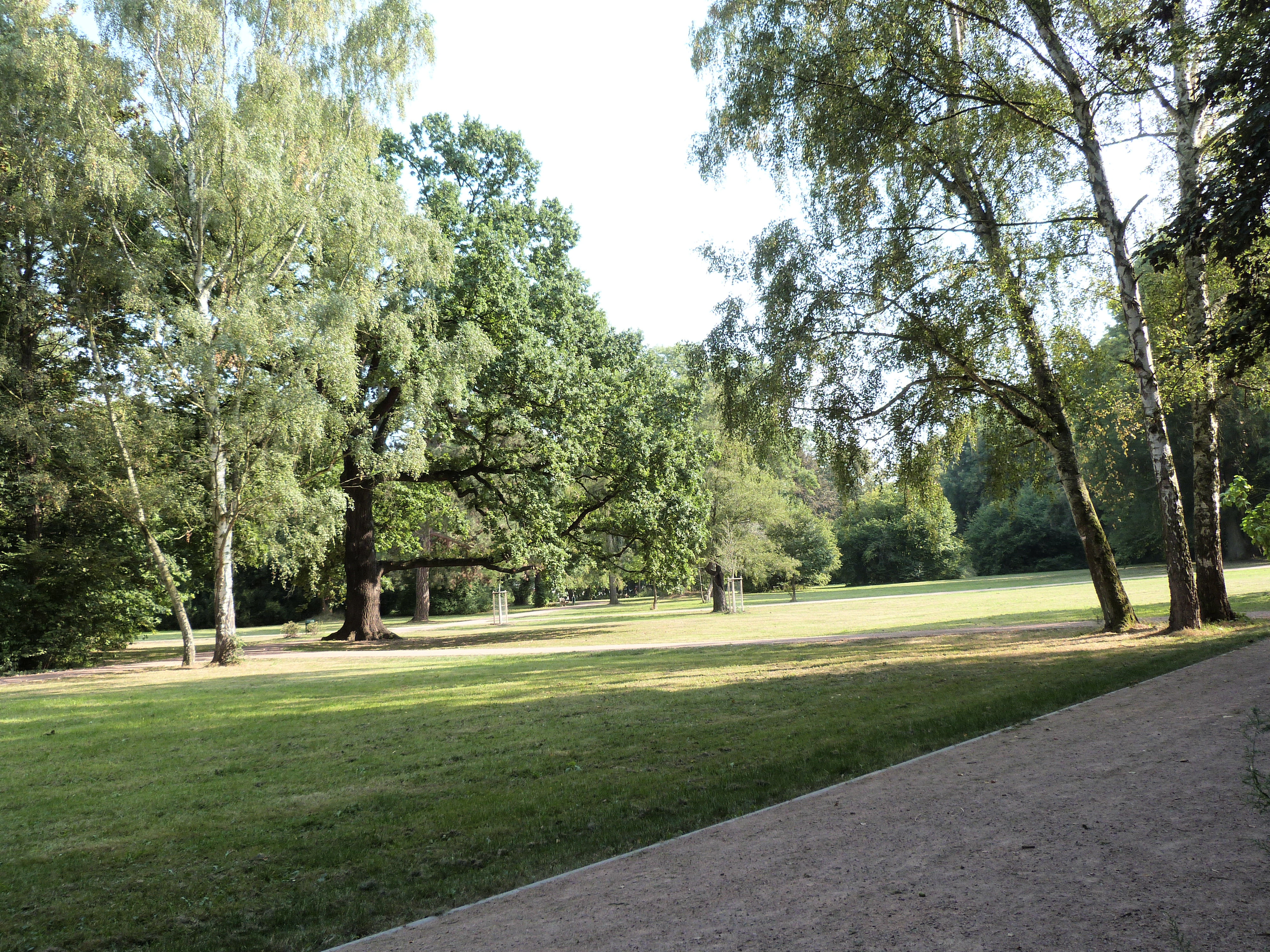
Gimritzer Gutspark

Die Peißnitzinsel ist Bestandteil des Landschaftsschutzgebietes „Mittleres Saaletal“. Die Nordspitze der Insel ist als Naturschutzgebiet mit einer Fläche von rund 12,38 Hektar ausgewiesen. Der dort wachsende Hartholzauenwald mit Eichen, Eschen, Spitz-Ahorn, Berg-Ahorn, Hainbuche, Ulmen und Winter- sowie Sommerlinde ist Lebensraum für eine artenreiche Amphibienfauna.
Der 3,5 ha große Gimritzer Park auf der Südspitze der Peißnitzinsel weist mehrere dendrologische Besonderheiten auf: Gurkenmagnolie, stachellosen Lederhülsenbaum, Ginkgo und Tulpenbaum. Außerdem findet man naturnahe Vegetation in
den Uferbereichen, eine reiche Wiesenflora und zahlreiche heimische Gehölzarten, darunter 200 Jahre alte Stieleichen und die größte Eibengruppe im Stadtgebiet.

## Brückenbauwerke

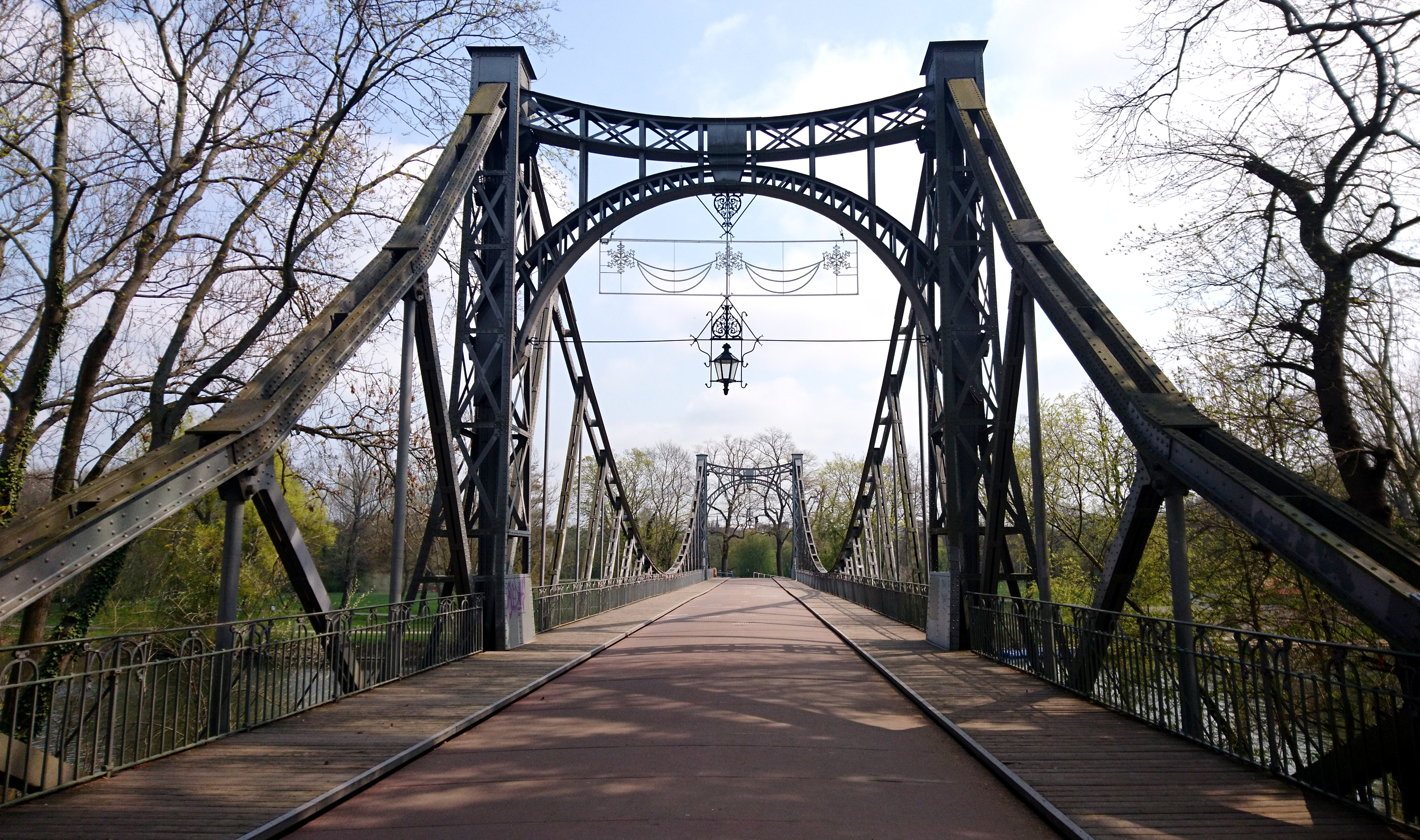
Peißnitzbrücke

Die Insel ist heute von der östlich gelegenen Ziegelwiese (ebenfalls eine Saaleinsel) über die Peißnitzbrücke, von Westen aus Richtung Halle-Neustadt über drei Brücken (Schwanenbrücke, Gimritzer Gutsbrücke, Bürgerbrücke) und an der Südspitze über die Schafbrücke zugänglich.
Die alte Holzbrücke an der Eissporthalle musste 2011 wegen Baufälligkeit abgerissen werden. An ihrer Stelle wurde ab Mai 2013 die Bürgerbrücke, eine neue Stahlrohrfachwerkbrücke, errichtet und zum Laternenfest 2013 das erste Mal für den Fußgängerverkehr freigegeben. Sie wurde maßgeblich durch Spenden von halleschen Bürgern und Unternehmen finanziert. Im Jahr 2016 wurde auch die Brücke am Gut Gimritz durch einen Neubau ersetzt.

## Anlagen- und Gebäudebestand sowie Freizeitangebot

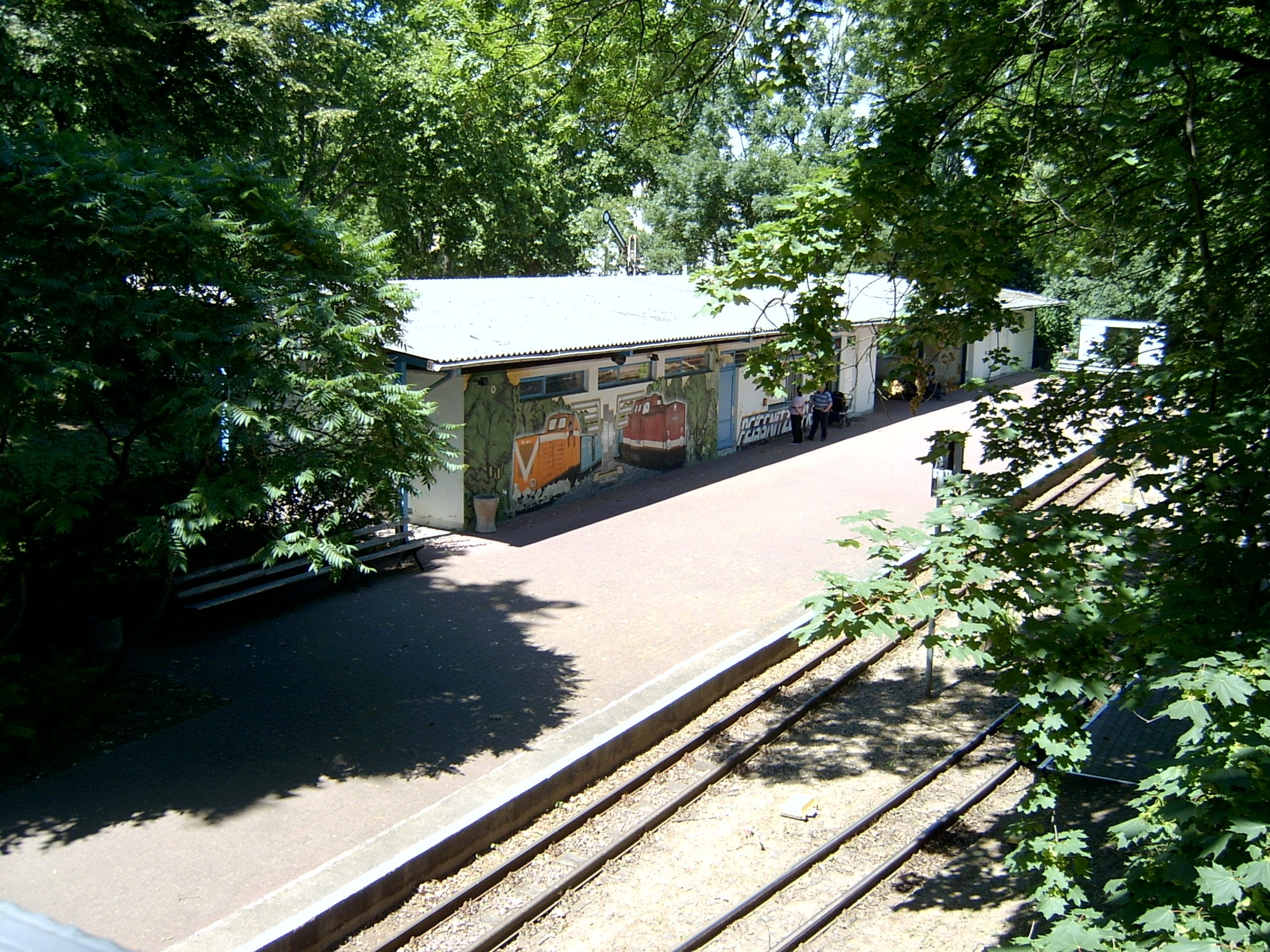
Hauptbahnhof des Peißnitzexpress

- Das 1893 als Ausflugsgaststätte errichtete Peißnitzhaus wurde ab 1923 zuerst als Wald- und Erholungsschule und ab 1934 als Sitz der Hitlerjugend in Halle genutzt. 1947 schloss die Stadt Halle einen Pachtvertrag mit der sowjetischen Militäradministration zum Zwecke der Nutzung des Peißnitzhauses als Kulturhaus der sowjetischen Streitkräfte. 1950 wurde das Gebäude zum ersten Bezirkspionierhaus der DDR. Nach der friedlichen Revolution 1989 blieb das Gebäude zunächst ungenutzt und verfiel. Heute bemüht sich ein Verein um die Erhaltung und Wiedernutzbarmachung.
- In der Nähe der Peißnitzbrücke befand sich das denkmalgeschützte Raumflugplanetarium „Sigmund Jähn“. Es wurde am 10. November 1978 eröffnet und verfügte über ca. 160 Sitzplätze. Das Planetarium wurde Anfang 2018 abgerissen[4].

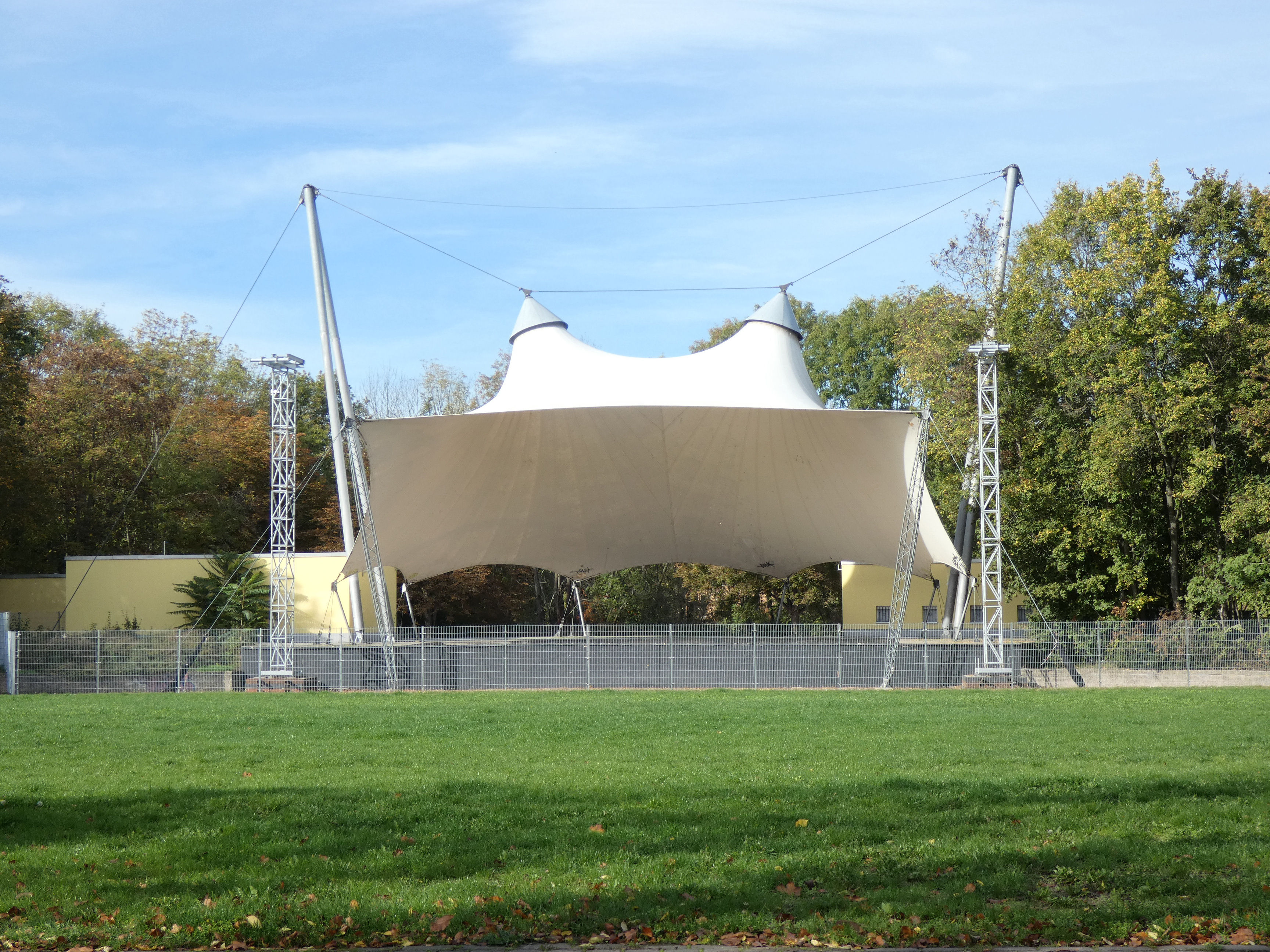
Freilichtbühne

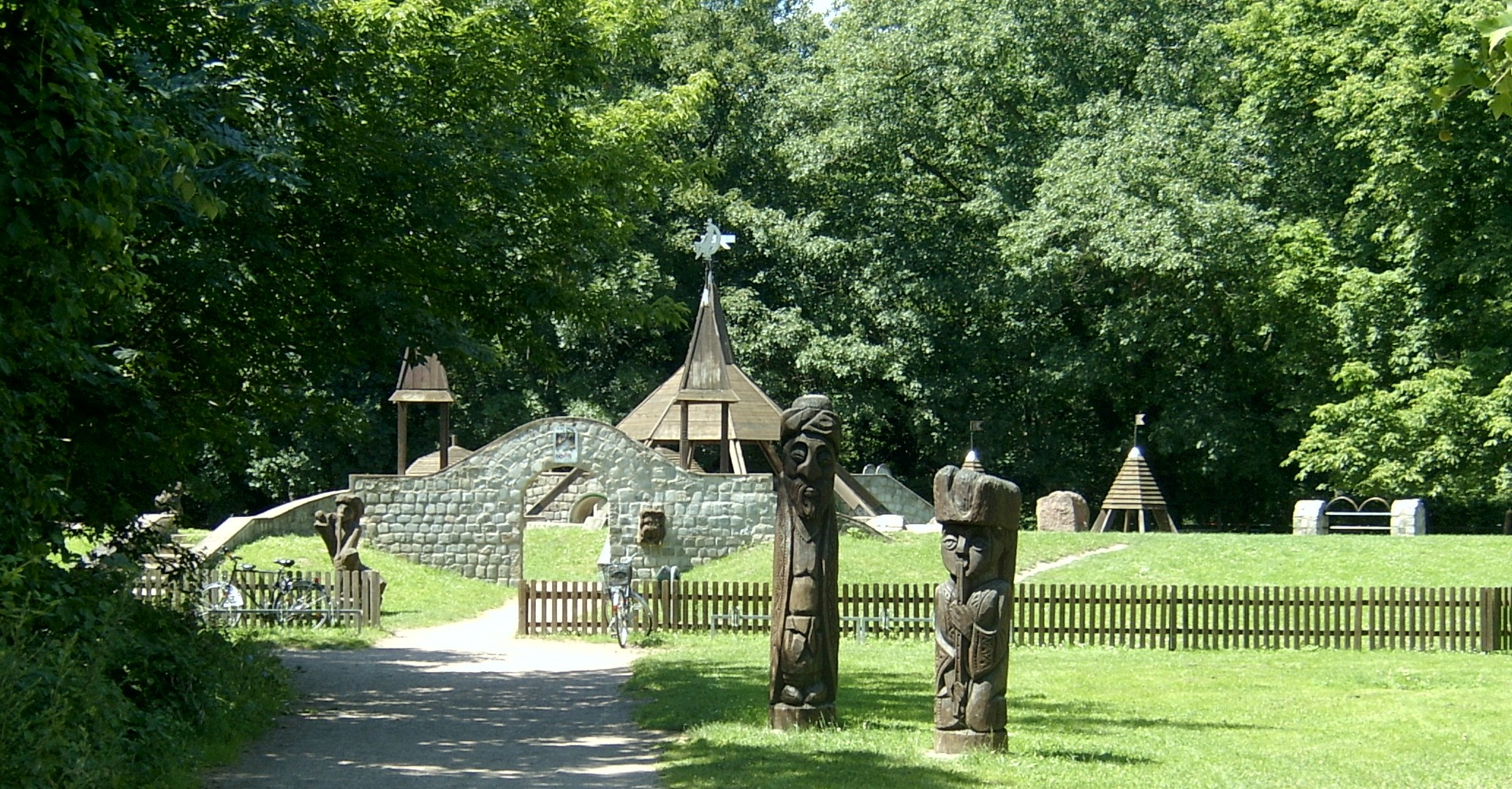
Baschkirischer Spielplatz

- Eine vor allem bei Kindern sehr beliebte Attraktion ist die Parkeisenbahn Halle. Die Schmalspurbahn ermöglicht Rundfahrten über die Insel. Sie wurde in der DDR als sogenannte Pioniereisenbahn gebaut.
- Mit der Peißnitzbühne etwa in der Mitte der Insel besteht eine Freilichtbühne für Konzerte und Veranstaltungen.
- Auf der Insel existieren drei große Spielplätze. Der im nördlichen Teil der Insel hinter dem Peißnitzhaus gelegene Baschkirische Spielplatz wurde 1984 bis 1986 von Studenten der Künstlerischen Fakultät der Pädagogischen Hochschule Ufa (Partnerstadt von Halle) entworfen und gebaut. Er unterscheidet sich durch seine großen Holzfiguren aus der baschkirischen Sagenwelt, die ungewöhnlichen Spielgeräte und die Kombination aus Holz und Stein auch heute noch von anderen Spielplätzen.
- Im südlichen Teil sind die im 19. Jahrhundert errichteten Parkanlagen zum Teil noch heute vorhanden.